# Gschrappkogel
Le Gschrappkogel est une montagne qui s’élève à 3 197 m d’altitude dans les Alpes de l'Ötztal, en Autriche.